# Monica Keena

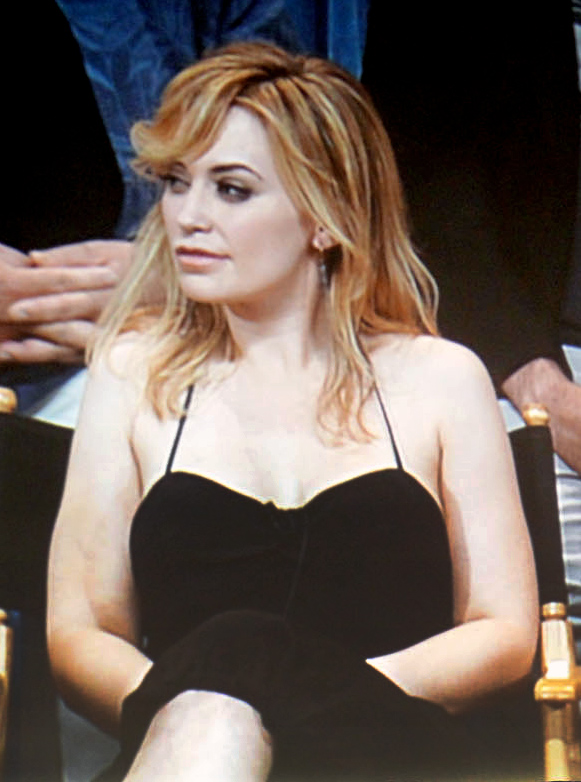
Monica Keena (2011)

Monica Keena (* 28. Mai 1979 in Brooklyn, New York City) ist eine US-amerikanische Schauspielerin.

## Leben und Karriere
Keena wuchs im New Yorker Stadtteil Brooklyn als Tochter einer Krankenschwester und eines Verkaufsmanagers auf. Nach dem Besuch einer privaten Schule wurde sie im Alter von 13 Jahren an der renommierten LaGuardia High School of Performing Arts angenommen. 1994 bekam sie ihre erste Fernsehrolle in A Promise Kept: The Oksana Baiul Story. Ein Jahr darauf trat Keena in dem Film Während Du schliefst an der Seite von Sandra Bullock und Bill Pullman auf.
1996 verkörperte sie in dem Drama Ripe die Hauptrolle. Ein Jahr später spielte sie in Schneewittchen die Titelrolle. In dieser mit Horror-Elementen versehenen Filmversion des Grimmschen Märchens, war sie an der Seite von Sigourney Weaver zu sehen, die in der Rolle der bösen Stiefmutter auftrat. Die nächsten Jahre schlossen sich weitere Filmprojekte wie Im Auftrag des Teufels, Strike – Mädchen an die Macht! und Die Tochter des Präsidenten: In tödlicher Gefahr, in welchen Keena überwiegend in Nebenrollen agierte.
Ab 2000 spielte Keena verstärkt in Fernsehproduktionen mit, ehe sie 2003 in dem Horrorstreifen Freddy vs. Jason die weibliche Hauptrolle übernehmen konnte. 2005 folgten die Filmkomödien Zickenterror an der High School und Der Herr des Hauses. Im Fernsehen konnte Keena sich mit Auftritten in bekannten Serien wie Law & Order, Homicide, Entourage und Grey’s Anatomy einen Namen machen. Größere Bekanntheit erlangte sie auch durch ihre Rolle der Abby Morgan in der WB-Serie Dawson’s Creek.

## Filmografie (Auswahl)
- 1994: Oksana Baiul – Die russische Eisprinzessin (A Promise Kept: The Oksana Baiul Story, Fernsehfilm)
- 1995: Law & Order (Fernsehserie, Folge 5x14 Performance)
- 1995: Während Du schliefst (While You Were Sleeping)
- 1996: Ripe
- 1997: Feds (Fernsehserie, Folge 1x05 Somebody’s Lyin)
- 1997: Schneewittchen (Snow White: A Tale of Terror, Fernsehfilm)
- 1997: Homicide (Homicide: Life on the Street, Fernsehserie, Folge 5x18 Double Blind)
- 1997: Im Auftrag des Teufels (The Devil’s Advocate)
- 1998: Strike – Mädchen an die Macht! (Strike!)
- 1998–1999: Dawson’s Creek (Fernsehserie, 14 Folgen)
- 1999: Die Tochter des Präsidenten: In tödlicher Gefahr (First Daughter, Fernsehfilm)
- 2000: Séance – Nachrichten aus dem Jenseits (The Simian Line)
- 2000: Mörderische Verführung (Crime and Punishment in Suburbia)
- 2001–2003: American Campus – Reif für die Uni? (Undeclared, Fernsehserie, 18 Folgen)
- 2002: Nix wie raus aus Orange County (Orange County)
- 2003: King of the Hill (Fernsehserie, 2 Folgen, Stimme)
- 2003: Freddy vs. Jason
- 2004–2005: Entourage (Fernsehserie, 6 Folgen)
- 2005: Zickenterror an der High School (Bad Girls from Valley High)
- 2005: Der Herr des Hauses (Man of the House)
- 2005: Criminal Intent – Verbrechen im Visier (Law & Order: Criminal Intent, Fernsehserie, Folge 4x15 Death Roe)
- 2005: Long Distance – Tödliche Verbindung (Long Distance)
- 2005–2007: Grey’s Anatomy (Fernsehserie, 2 Folgen)
- 2006: Without a Trace – Spurlos verschwunden (Without a Trace, Fernsehserie, Folge 4x20 More Than This)
- 2006: Fifty Pills
- 2006: The Lather Effect
- 2006: Left in Darkness
- 2006: CSI: Den Tätern auf der Spur (Without a Trace, Fernsehserie, Folge 7x02 Built to Kill: Part 2)
- 2006: The Sopranos: Road to Respect (Stimme für Trishelle)
- 2006: Alles was du dir zu Weihnachten wünschst (All She Wants for Christmas, Fernsehfilm)
- 2007: Ghost Whisperer – Stimmen aus dem Jenseits (Ghost Whisperer, Fernsehserie, Folge 2x13 Deja Boo)
- 2007: Brooklyn Rules
- 2008: Loaded
- 2008: Corporate Affairs
- 2008: The Narrows – Auf schmalem Grat (The Narrows)
- 2009: Fault Line
- 2009: Robot Chicken (Fernsehserie, Folge 4x14 President Hu Forbids It, Stimme für Executive/Frau)
- 2009: Night of the Demons
- 2010: Private Practice (Fernsehserie, 3 Folgen)
- 2010: The Closer (Fernsehserie, Folge 6x09 Last Woman Standing)
- 2011: Castle (Fernsehserie, Folge 3x17 Countdown)
- 2011: Beavis and Butt-Head (Fernsehserie, 6 Folgen, Stimme)
- 2012: 40 Days and Nights
- 2013: Isolated
- 2014: Aftermath
- 2017: The Ghost and the Whale